# Palazzo della Provincia (Bergamo)
Il Palazzo della Provincia di Bergamo si trova in via Torquato Tasso. La costruzione, in stile rinascimentale, risale al XIX secolo ed è la prima opera pubblica edificata a Bergamo dopo la nascita del Regno d'Italia. È la sede della provincia e della prefettura. Nel palazzo e nei giardini sono conservate opere d'arte che raccolgono la storia della città e dei suoi artisti.

## Storia
La sede amministrativa della provincia di Bergamo, fino alla metà dell'Ottocento, era locata nella Cittadella viscontea nel lato costruito da Bernabò Visconti, in spazi insufficienti. Vi si trovavano anche gli uffici della Prefettura e il Tribunale ma l'incremento demografico e lo sviluppo della parte bassa della città indussero la dislocazione degli uffici in una posizione più agevole e quindi la costruzione di una nuova sede. Vennero incaricati due progettisti: Angelo Ponzetti e Giovanni Savoia, uno per il rifacimento di un vecchio stabile vicino alla chiesa dei Santi Bartolomeo e Stefano e uno per la costruzione di un nuovo edificio sul prato di sant'Alessandro, un tempo luogo della fiera omonima, esattamente nella parte dismessa che era dedicata al mercato dei bovini, non certo la zona più salubre. 
Venne favorevolmente accolto il progetto di Savoia, poi modificato dall'architetto Antonio Preda e terminato dall'architetto Giovanni Cuminetti.
Ebbe così inizio una veloce urbanizzazione della parte bassa della città, il Teatro Gaetano Donizetti era stato inaugurato nel 1791 e con la rimozione delle baracche il prato di sant'Alessandro iniziava la sua trasformazione. 
La costruzione del palazzo incontrò non poche difficoltà, alla visione futuristica che chiedeva un grande e ricco edificio: [...] per provvedere ad ulteriori bisogno di servizio e che avesse ricche finiture [...] con velleità di cambiamenti e di maggior lusso...e colonne di granito bianco, c'era chi contrariamente lo dichiarava [...] mancante dei più ovvi principi di urbanità e del vivere civile  fino a avere una denuncia dell'incremento del 60% del costo ritenuto non consono [...] non adatta a quell'edificio pubblico per quale non accorrevano che pochi ornamenti per dargli un carattere greve.
Malgrado il malcontento negli anni dal 1864 al 1871 era terminato nei suoi 2.450 metri quadrati e occupato dagli uffici amministrativi della provincia e della Prefettura. Le contestazioni si dissolsero solo dopo alcuni anni, quando fu evidente lo sviluppo della città.

## Descrizione

### Esterno

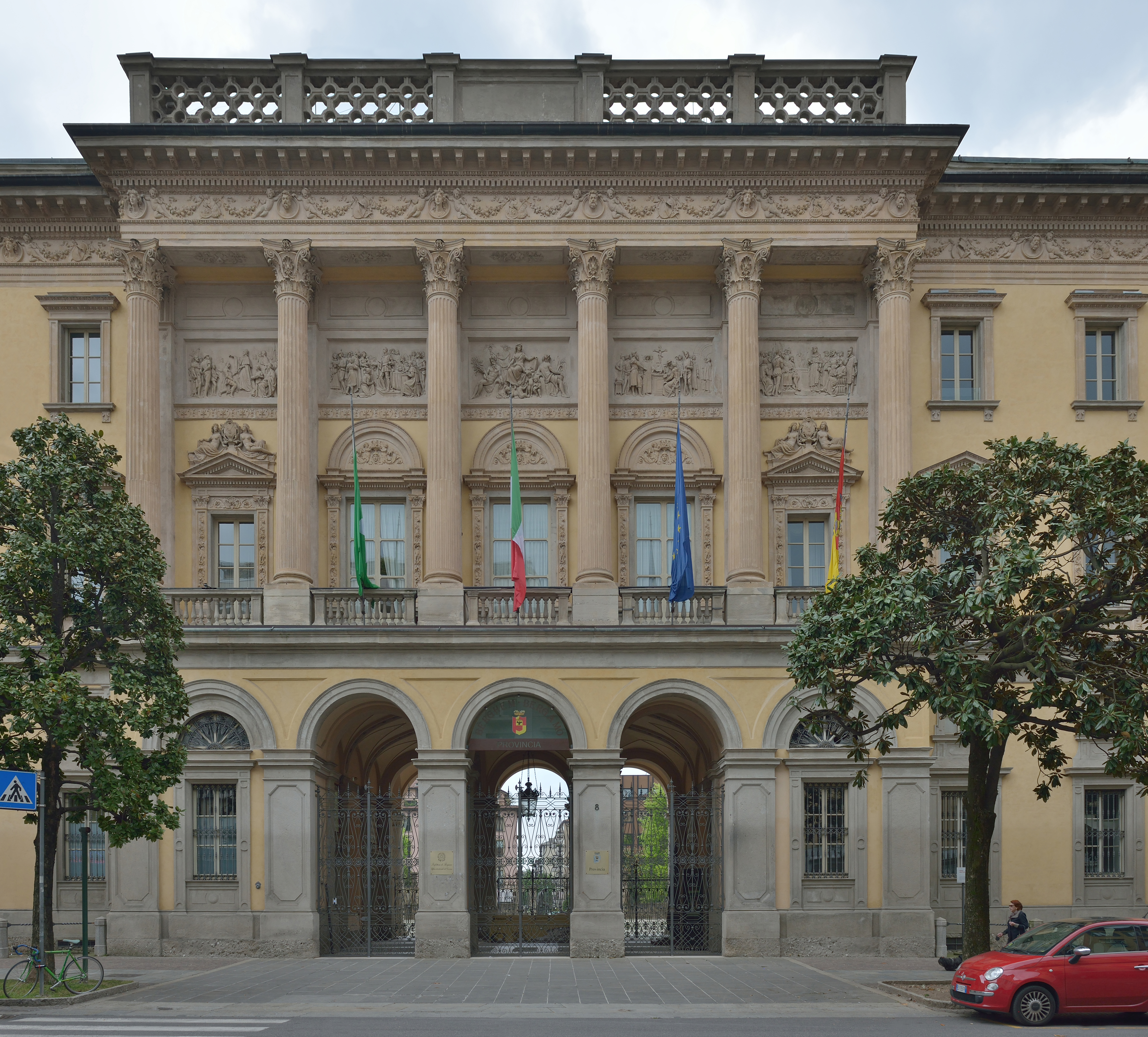
Bergamo Palazzo Provincia

Il palazzo rinascimentale ripropone inconsciamente l'archetipo del potere nella parte più nobile della storia italiana volendo riunire la storia di Bergamo all'ideale nazionalistico pur mantenendone l'autonomia locale. Il suo aspetto monumentale e scenografico con abbondanti decorazioni è composto da 3 corpi di fabbrica, uno centrale a nord e due laterali, est e ovest. La facciata principale si affaccia su via Tasso mentre i giardini si allungano fino a congiungersi con via Gabriele Camozzi.

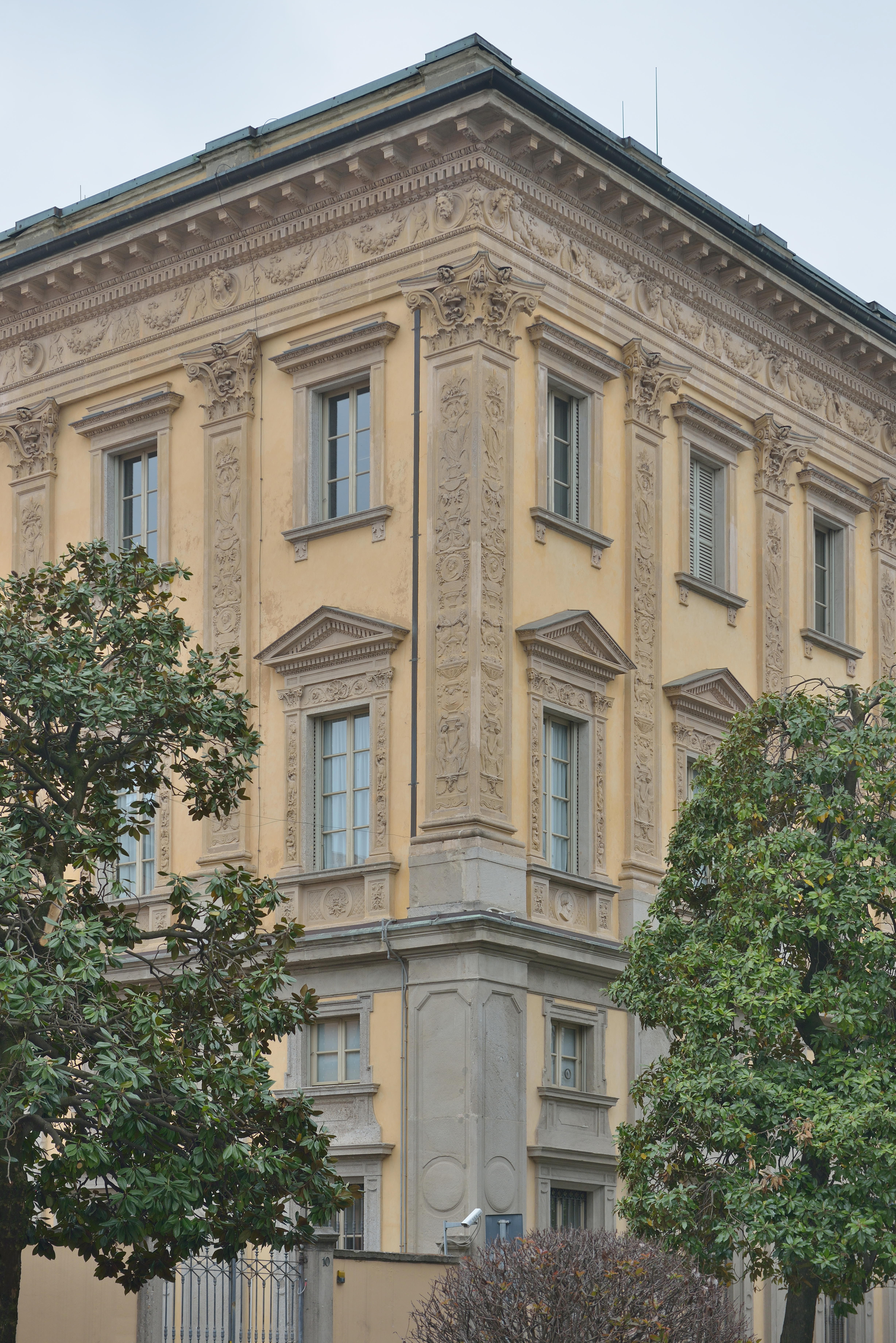
Bergamo Palazzo Provincia lato nordest

L'ingresso principale conduce all'androne e si presenta con tre grandi portali ad arco chiusi da un alto cancello che dal pianoterra arrivano a inglobare anche il mezzanino, altri due archi laterali sono chiusi da finestre. Nella parte superiore sei colonne raggiungono la fascia sottotetto del decorato con festoni animali e motivi floreali. Il bassorilievo posto sotto la gronda racconta la storia della città realizzati dagli scultori Luigi Pagani, Angelo Ceruti e Majroni e che raffigurano:Bartolomeo Colleoni nominato capitano della Repubblica Veneta, Bartolomeo Colleoni che benefica i cittadini, Bergamo sotto forma di donna tra il Serio e il Brembo, Il giuramento di Pontida e Alberico da Rosciate che presenta gli statuti ai cittadini. Mentre sotto le sotto i davanzali delle finestre c'è l'effigie di alcuni bergamaschi famosi. Le facciate sono decorate da stucchi, lesene e decori con raffigurazioni di animali, fiori e putti.

### Interni
Dall'atrio al piano terra si accede a sinistra nei locali della Prefettura, mentre a destra negli uffici della questura, sempre a destra il grande scalone porta al primo piano sede dell'amministrazione della Provincia e i saloni che raccolgono le opere di artisti bergamaschi.

#### Il Salone di Ulisse
Il salone di Ulisse si affaccia sul colonnato della facciata principale ed è decorato con gli affreschi strappati Storie di Ulisse dalla sala Quadra della villa Lanzi di Gorlago opera di Giovan Battista Castello realizzati nel 1556 per i fratelli Guido e Paolo Lanzi. Gli affreschi intitolati L'assegnazione da parte di Agamennone delle armi di Achille ad Ulisse ed il suicidio di Aiace,  illustrano le vicende di Ulisse. 

La casa Lanzi di Gorlago nel XIX secolo, passò di proprietà al principe Giuseppe Giovannelli, che trovando i locali in degrado regalò i dipinti al comune di Bergamo, il quale, con la tecnica dello strappo li trasferì nella nuova sede (con non poche contestazioni). Venne costruito un salone che potesse adeguarsi agli affreschi e che riuscisse a riproporre i medesimi ideali di giustizia e equità che rappresentavano nel palazzo di Gorlago, il curatore dell'opera fu Antonio Zanchi con lo scenografo Carlo Rota. Lo strappo e il trasporto non furono una cosa facile, eppure l'affresco non riportò danni. Gli affreschi nel 2008 hanno subito numerosi studi sia per individuare le tecniche di pittura, di strappo e per eseguire i restauri necessari.

## Spazi espositivi
L'amministrazione provinciale ha creato spazi adeguati a poter esporre lavori degli artisti del territorio. Nel 2001 ha istituito il Premio Ulisse alla carriera assegnato a quegli artisti che hanno dato lustro nel corso del XX secolo all'arte anche a livello nazionale acquisendone le opere anche per donazione. Le opere raccolte hanno permesso la realizzazione della Galleria dei Mestri del '900 allestita nella sala presidenziale. Sono presenti opere di Trento Longaretti, Erminio Maffioleti, Cesare Paolantonio, Ponziano Loverini, Luigi Scarpanti e numerosi altri. Vi sono inoltre opere acquisite in precedenza, a volte anche in forma voluta o casuale a testimonianza dell'attenzione che la direzione ha sempre posto sul valore artistico del territorio.
L'amministrazione comunale ha acquisito nel 1981 il Fondo fotografico di Eugenio Goglio composto da 3092 lastre originali che rappresentano i luoghi e le famiglie negli anni che vanno dal 1890 al 1926, poi restaurate e catalogate in collaborazione con la Regione.
Nel 1997 vennero acquistati da Alberto Gorla, collezionista, 62 meccanismi di orologi da torre concessi in esposizione al MAT-Museo Arte Tempo di Clusone.

### Spazio Viterbi
Lo spazio Viterbi è un'area espositiva di 2050 m² del sottotetto del palazzo inaugurata nel 2004. Lo spazio venne inaugurato da Andrew Viterbi, originario di Bergamo, e dedicato ai suoi genitori, e nacque con l'obbiettivo di avvicinare i cittadini ai progetti della provincia. È adibito a mostre, iniziative culturali e meeting. 

### Giardino
Il giardino del palazzo è stato concepito come parco alla scultura: sono presenti cinque opere del bergamasco Giacomo Manzù, lavori di Stefano Locatelli, Marisa Lambertini, Mario Gotti, Ferruccio Guidotti, Franco Daverio e Piero Brolis.

### Affreschi di Jacopino Scipioni d'Averara
Nel 2003 l'amministrazione acquistò il ciclo di affreschi opera di Jacopino Scipioni eseguiti nei primi anni del XVI secolo per la cappella della Trinità della chiesa di santa Maria delle Grazie in Bergamo come risulta dall'atto notarile del 12 agosto 1507 che stabiliva la cifra del pagamento per l'esecuzione dell'opera commissionata dai fratelli Paolo e Zovanino Casotti. Gli affreschi vennero rimossi nel 1857 dalla chiesa e acquistati dall'avvocato Giuseppe Maria Bonomi che li portò a Vertova nella ex chiesa del convento dei Cappuccini da lui trasformata in dimora. Il ciclo pittorico raffigura la storia di san Francesco e ora si trova nell'accesso alla sagrestia della chiesa delle Grazie

### Le tele di Antonio Cifrondi
Sullo scalone che porta dal piano terra al primo vi sono collocate tre tele di Antonio Cifrondi eseguite negli anni dal 1712 al 1716.  Facevano parte di una serie di pitture che decoravano Villa Colleoni Zanchi a Scanzorosciate ma che vennero acquistati nel 2003 dalla provincia. Le tre tele: La presentazione di Maria al tempio, Curzio Rufo a cavallo precipita nella voragine del foto romano e L'uccisione di Giulio Cesare non sono altro che una parte del ciclo pittorico che era descritto dal Tassi nel suo Vite de' pittori scultori e architetti bergamaschi e che adornavano le sale della villa. Purtroppo delle numerose tele che descrive sono rimasti sono questi tre lavori. Le tele si presentavano in cattivo stato causa il restauro eseguiti negli anni '80 non secondo i moderni canoni. L'amministrazione ha provveduto ad u nuovo restauro con una nuova intelaiatura delle opera così che non debbano subire ulteriori danni.